# فيرناندو بيكون
فيرناندو بيكون (بالإسبانية: Fernando Picun)‏ (14 فبراير 1972 في مونتفيدو في الأوروغواي – )؛ هو لاعب كرة قدم سابق كان يلعب كمدافع. يلعب مع منتخب الأوروغواي لكرة القدم منذ عام 1996.

## وصلات خارجية
- فيرناندو بيكون على موقع رابطة كرة القدم اليابانية للمحترفين (اليابانية)
- فيرناندو بيكون على موقع قاعدة بيانات كرة القدم.إي يو (الإنجليزية)
- فيرناندو بيكون على موقع ناشيونال فوتبول تيمز (الإنجليزية)
- فيرناندو بيكون على موقع عالم كرة القدم.نت (الإنجليزية)

- National Football Teams